# Surinameplein
Het Surinameplein in Amsterdam-West verbindt de Hoofdweg met de Cornelis Lelylaan en Haarlemmermeerstraat en is via de Surinamestraat verbonden met de Overtoom en Amstelveenseweg.
Het plein is in 1922 vernoemd naar de sinds 1975 onafhankelijke Nederlandse kolonie Suriname aan de noordkust van Zuid-Amerika. De straten in de buurt ten noorden van het plein zijn eveneens genoemd naar geografische begrippen in Suriname en de (voormalige) Nederlandse Antillen. De buurt werd daarom door de gemeente de Westindische buurt genoemd, maar tegenwoordig staat dit gebied bekend als Postjesbuurt.

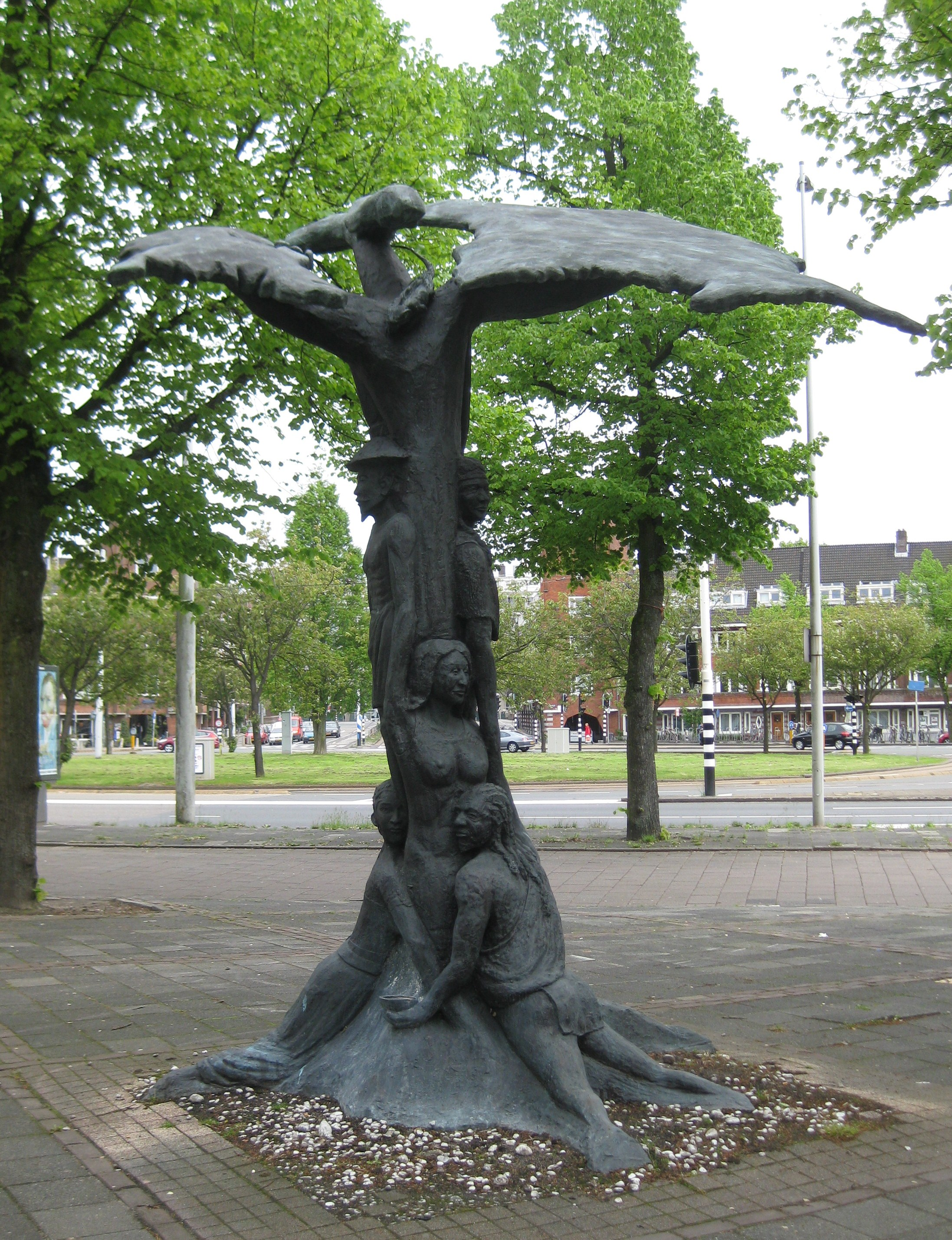
Levensboom, monument

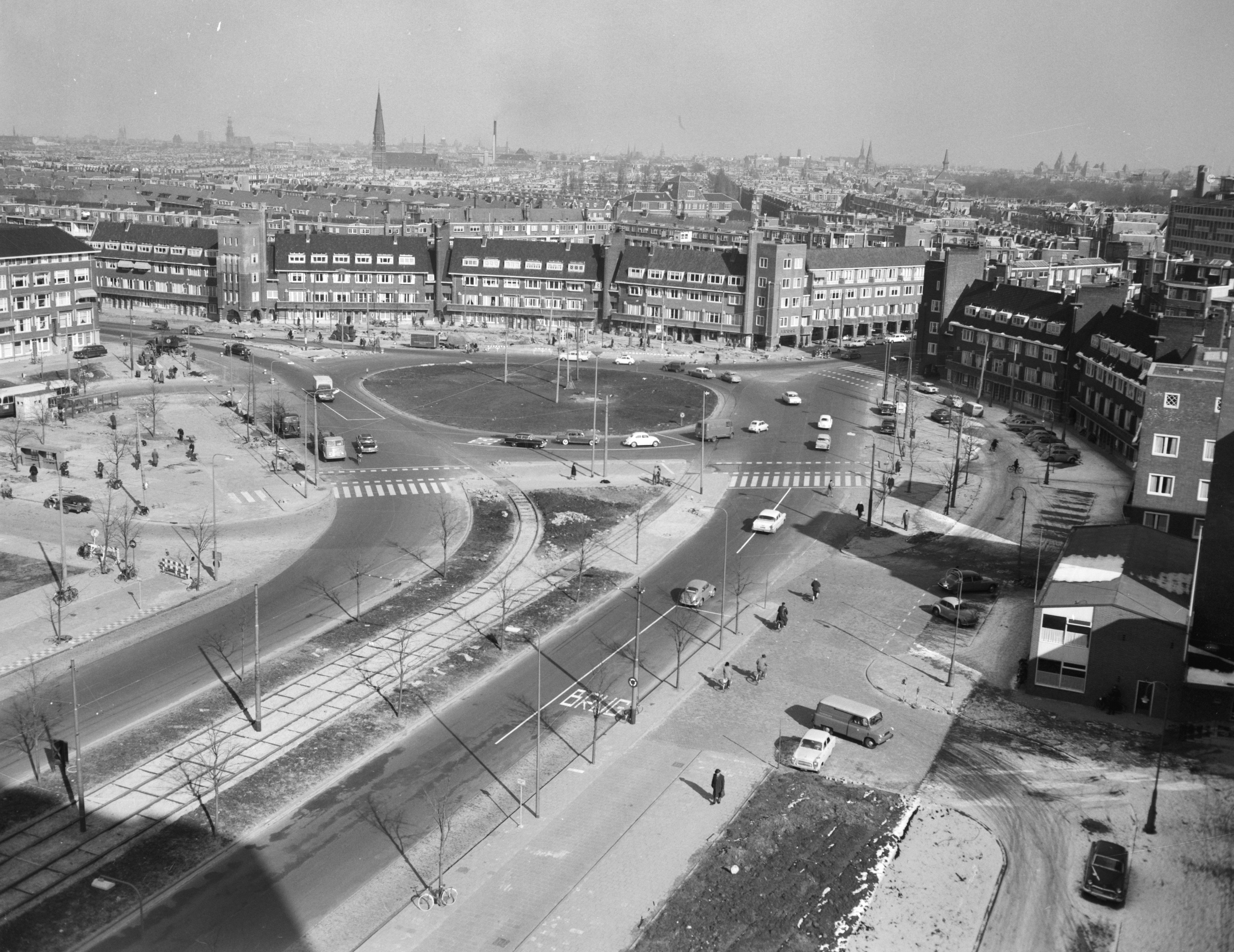
Surinameplein bij dag, gezien van het gebouw de Klokkenhof naar de Hoofdweg (links) en de Surinamestraat (rechts).

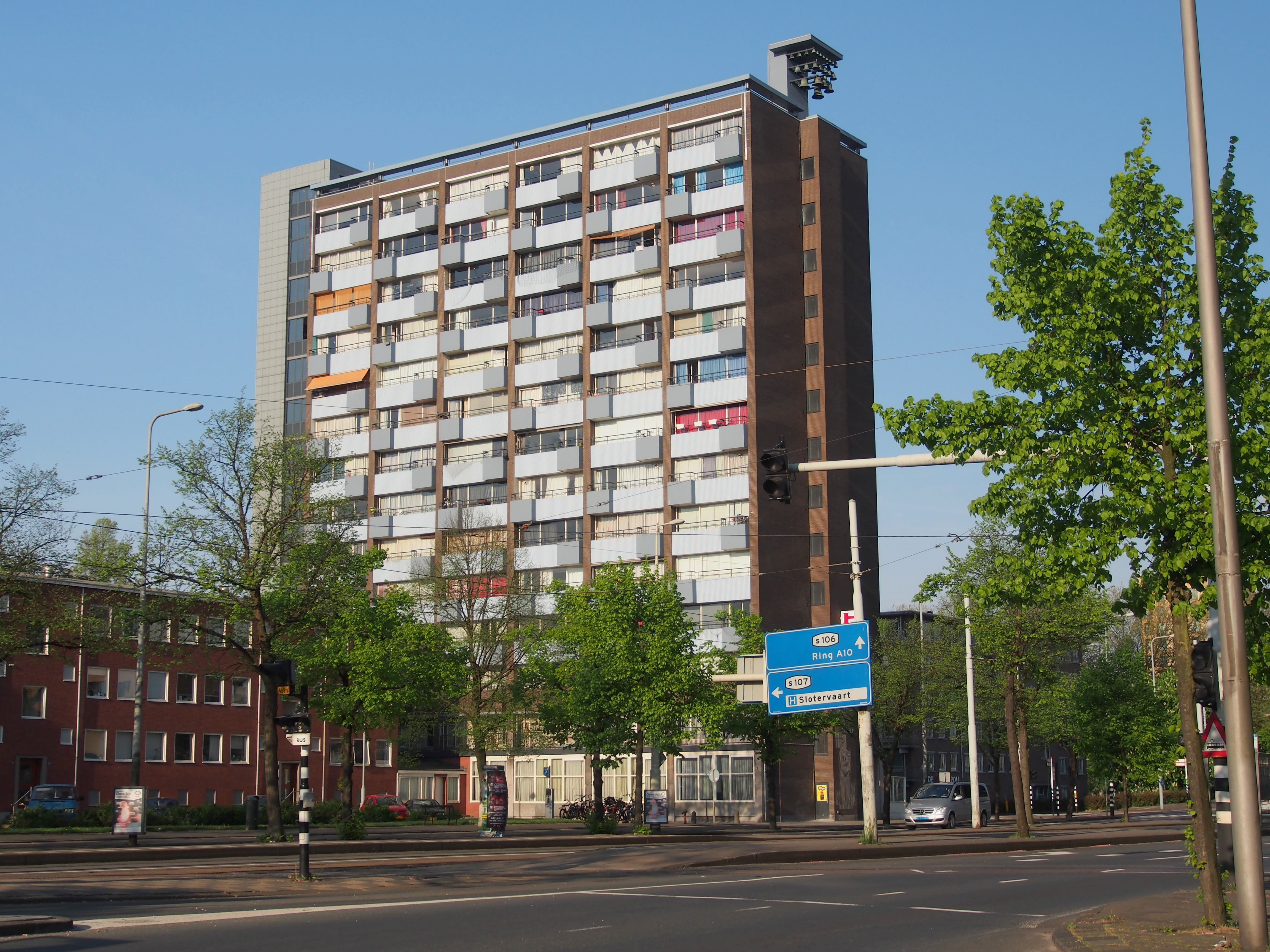
Gebouw Klokkenhof met carillon.

Sinds 2003 bevindt zich op het plein het beeld Levensboom van Henry Renfurm (1940-2011) als "Monument van besef" (Bon Fu Gron Prakseri) ter herdenking van het Nederlandse slavernij-verleden.
Het plein werd aangelegd in de jaren twintig op het grondgebied van de in 1921 geannexeerde gemeente Sloten. Deze gemeente had voordien al plannen gemaakt voor een nieuwbouwwijk ten westen van de Baarsjesweg en Sloterkade, maar de plannen werden in gewijzigde vorm uitgevoerd door de gemeente Amsterdam als onderdeel van het Plan West. De eerste bebouwing, tussen de Hoofdweg en de Surinamestraat, van architect Daan Roodenburgh, dateert van 1927.
De eerste brug over de Kostverlorenvaart werd gebouwd in het verlengde van de Surinamestraat in 1925 ter vervanging van de oude brug over de Overtoomse Sluis in de Schinkel in het verlengde van de Andreas Schelfhoutstraat. In 1949 werd de ophaalbrug vervangen door de nog bestaande basculebrug, die toen tevens van tramrails werd voorzien.
Aan de zuidwestkant staat het flatgebouw Klokkenhof uit 1962, waarin woningen en het Belforthotel zijn gevestigd. Het is voorzien is van een klokkenspel met 28 klokken; deze Voorslag speelde vroeger alleen automatisch elk uur. De klokken zwijgen al vele jaren. De klokken werden in 1961 gegoten door Eijsbouts in Asten.
Ten oosten hiervan bevindt zich een bejaardenhuis uit 1960, waarin sinds januari 2015 een broedplaats van Stichting Urban Resort is gevestigd. Beide gebouwen zijn van de hand van Cornelis Wegener Sleeswijk
Het Surinameplein lag tot 1990 in de wijk Overtoomse Veld. Tussen 1990 en 2010 lag het in stadsdeel De Baarsjes. Sinds 2010 vormt het Surinameplein de grens tussen stadsdeel West en stadsdeel Zuid. Het plein zelf hoort bij West.
In 2014/2015 werd hier als tijdelijk kunstwerk Zes cirkelelementen van André Volten geplaatst. De bedoeling was plaatsing voor slechts vijf jaar. In 2023 staat de beeldengroep er nog steeds.

## Openbaar vervoer
Tramlijn 1, 17, buslijn 15 en 247 hebben een halte aan het Surinameplein.
Sinds 1927 had tramlijn 17, komend vanaf de Hoofdweg, zijn eindpunt op het plein. In 1956 werd deze tramlijn vervangen door een busdienst. In 1962 keerde de tram weer terug en werd via de Cornelis Lelylaan als sneltramlijn verlengd naar Osdorp. Tussen 1962 en 1971 had spitstramlijn 27 (het hoogste tramlijnnummer van Amsterdam) zijn eindpunt op de Hoofdweg bij het Surinameplein, in 1971 werd lijn 17 weer tot hier ingekort en ging tramlijn 1, komend van de Overtoom, via de Surinamestraat en het Surinameplein richting Osdorp. In 1988 werd lijn 17 weer naar Osdorp verlengd. Van 1993 tot 1996 had hulptramlijn 11 er zijn eindpunt en in 2003 en 2004 tramlijn 7. Van 22 juli 2018 tot 17 maart 2020 had tramlijn 11 op het Surinameplein (Bollenveld) zijn eindpunt. Deze halte heette niet Bollenveld maar Curaçaostraat. Sinds 2021 is er weer een spitstram 27, nu echter tussen het Surinameplein en Osdorp.